# Dahlgrenius reichardti
Dahlgrenius reichardti är en skalbaggsart som först beskrevs av G. Müller 1937.  Dahlgrenius reichardti ingår i släktet Dahlgrenius och familjen stumpbaggar. Inga underarter finns listade i Catalogue of Life.